# Beseit / Beceite (ort)
Beseit / Beceite är en ort i Spanien.   Den ligger i provinsen Provincia de Teruel och regionen Aragonien, i den östra delen av landet, 300 km öster om huvudstaden Madrid. Beseit / Beceite ligger 586 meter över havet och antalet invånare är 597.
Terrängen runt Beseit / Beceite är kuperad åt sydost, men åt nordväst är den platt. Runt Beseit / Beceite är det ganska glesbefolkat, med 43 invånare per kvadratkilometer. Närmaste större samhälle är Valderrobres, 5,1 km nordväst om Beseit / Beceite. I omgivningarna runt Beseit / Beceite växer i huvudsak barrskog.